# Reformierte Kirche Conters

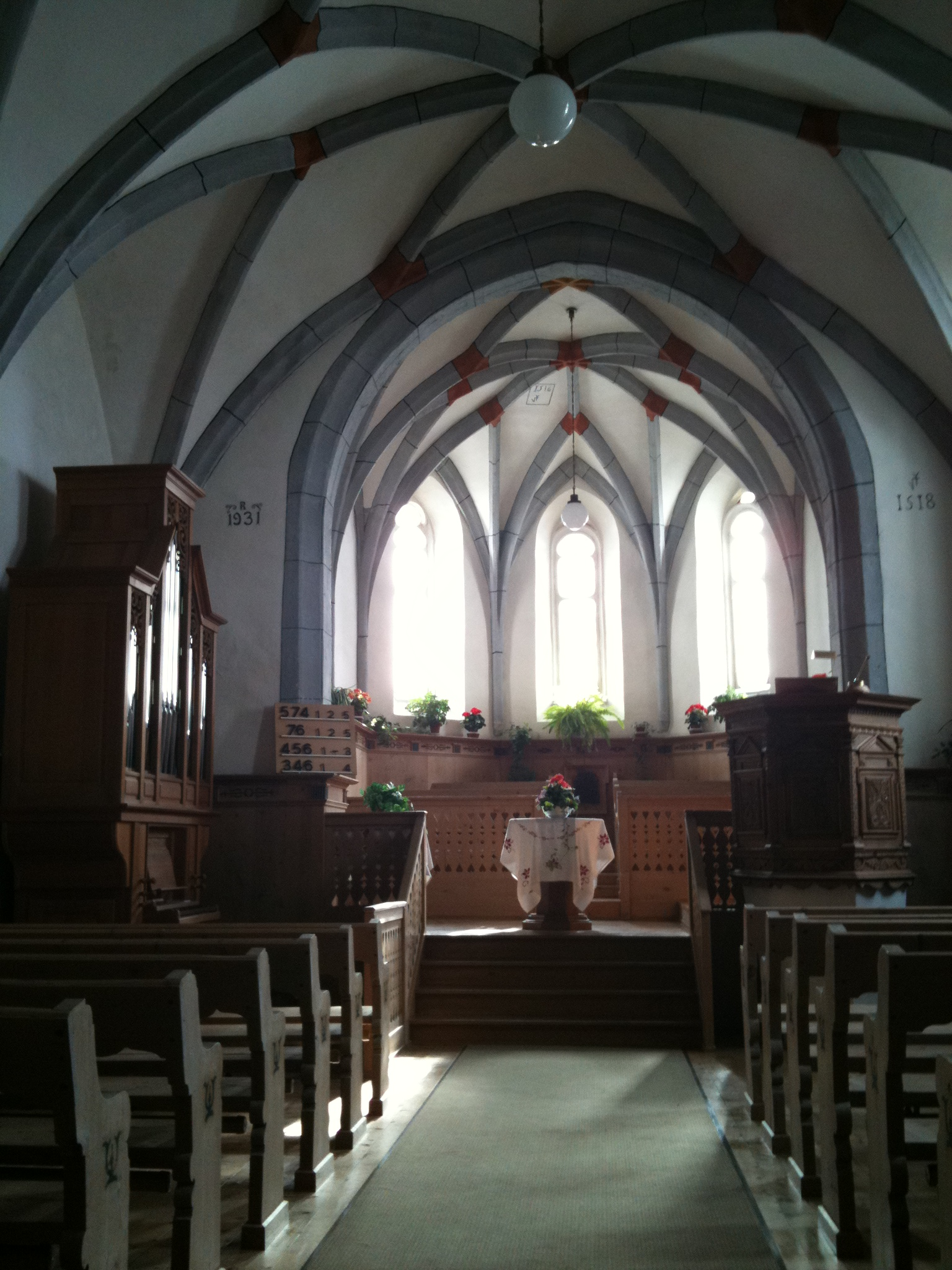
Kirchenraum

Die reformierte Kirche in Conters im Prättigau ist ein evangelisch-reformiertes Gotteshaus unter dem Denkmalschutz des Kantons Graubünden.

## Geschichte und Ausstattung
Die Quellenlage gibt nicht her, wann das Kirchengebäude am heutigen Ort errichtet wurde und unter welchem Patrozinium es bei seiner Einweihung stand.
Doch noch in vorreformatorischer Zeit Anfang des 16. Jahrhunderts wurde der Chor im Stil der Spätgotik und mit stabilisierendem Netzgewölbe erweitert und der im Vergleich zum Schiff auffallend breite Kirchturm mit charakteristischem Spitzhelm errichtet.
Im Inneren verbindet eine polygonale, durch Schnitzereien gezierte Holzkanzel, die auf einem Steinfuss aufsitzt, das Schiff mit dem mehrstufig erhöhten Chor.
Mutterkirche von Conters blieb Saas im Prättigau bis in die Zeit nach Abschluss der Bündner Wirren 1646.
Darauf folgte eine Bindung an das Nachbardorf Küblis, die bis heute andauert, wobei zwischen 1728 und 1907 Conters über einen eigenen Pfarrer verfügte. 

## Kirchliche Organisation
Die Evangelisch-reformierte Landeskirche Graubünden führt Conters als eigenständige Kirchgemeinde.

## Galerie

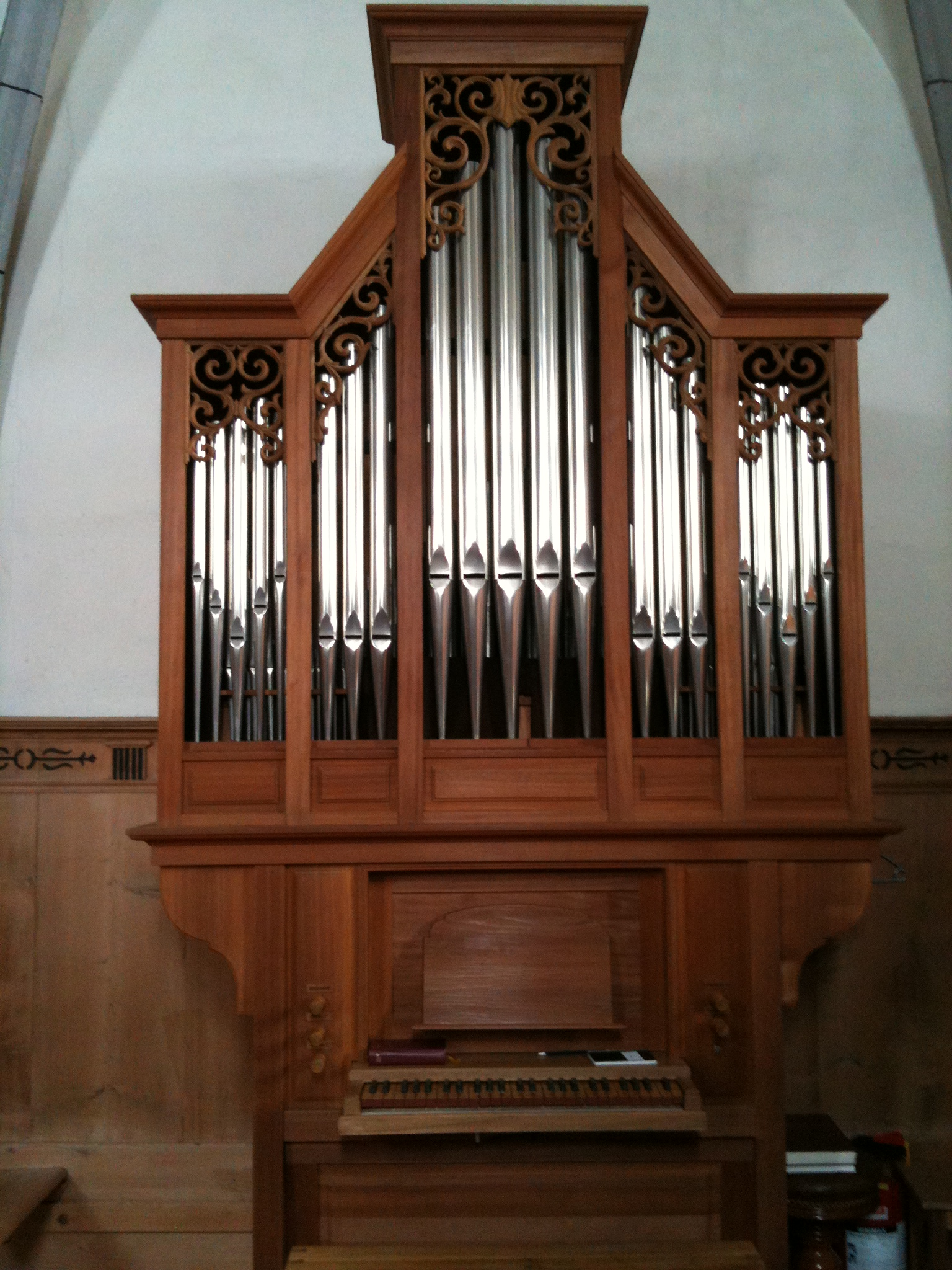
Orgel
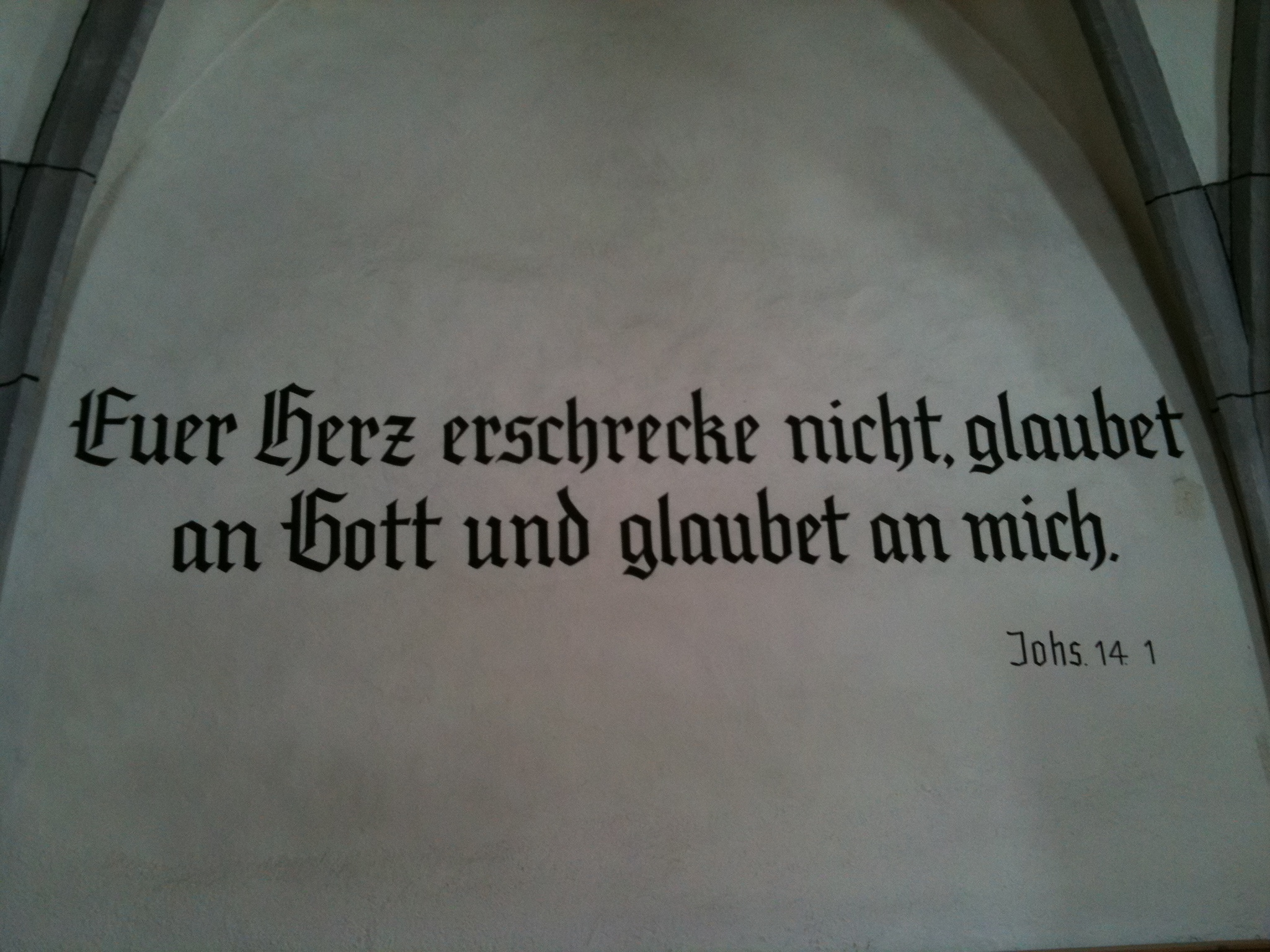
Biblisches Wort im Kirchenschiff